# OAuth

Symbool van OAuth

OAuth (Open Authorization) is een open standaard voor autorisatie. Gebruikers kunnen hiermee een programma of website toegang geven tot hun privégegevens, die opgeslagen zijn op een andere website, zonder hun gebruikersnaam en wachtwoord uit handen te geven.
OAuth maakt gebruik van tokens, waardoor vertrouwelijke gegevens als een gebruikersnaam of wachtwoord niet afgegeven hoeven te worden. Elk token geeft slechts toegang tot specifieke gegevens van één website voor een bepaalde duur. Zo kan ingesteld worden dat een bepaald programma slechts een jaar toegang heeft tot de gegevens. Hierna kan eventueel opnieuw toegang worden gevraagd.